# Groß Tessiner See
Der Groß Tessiner See (Großtessiner See) liegt auf dem Gemeindegebiet Jürgenshagen zirka 20 Kilometer östlich von Wismar an der Grenze zwischen den mecklenburgischen Landkreisen Nordwestmecklenburg und Rostock. Er besitzt einen kreisförmigen Umriss mit einem Durchmesser von etwa einem Kilometer bei einer Länge von ungefähr 1400 Metern und einer Breite von ungefähr 1300 Metern. Hauptzufluss ist der Mühlbach von Hermannshagen. Über den Seebach entwässert der Groß Tessiner See in Richtung Kleine Beke und somit in das Gewässersystem der Warnow. Der See gilt als sehr fischreich. Er wird von einem breiten Schilfrohrgürtel umgeben. Nur im unmittelbaren Ortsbereich von Groß Tessin und Klein Sien befinden sich offene Stellen.